# Barleria briartii
Barleria briartii là một loài thực vật có hoa trong họ Ô rô. Loài này được De Wild. & T.Durand mô tả khoa học đầu tiên năm 1899.